# Aleksander Ładoś
Aleksander Wacław Ładoś (Leópolis, 27 de diciembre de 1891-Varsovia, 29 de diciembre de 1963) fue un político y diplomático polaco, quien en 1940-45 encabezó la Legación de Polonia a Suiza. Ładoś era miembro y líder de facto del Grupo de Berna, una acción secreta de los diplomáticos polacos y las organizaciones judías que ayudaron a salvar a varios cientos de judíos del Holocausto al proporcionarles pasaportes ilegales latinoamericanos, en una gran parte paraguayos.

## Primeros años y la carrera diplomática
Aleksander Wacław Ładoś nació en Leópolis (Lwów), Austria-Hungría (ahora Lviv, Ucrania). Era el hijo menor de Jan Ładoś, un empleado de correos, y Albina (de soltera, Kalous). Ładoś se graduó del IV Gimnasio Clásico en Leópolis. En 1913 se afilió al Partido Popular Polaco "Piast" y conoció a sus dirigentes Wincenty Witos y Jan Dąbski. Después del estallido de la Primera Guerra Mundial, se alistó en la Legión Oriental Polaca. Exiliado por las autoridades austro-húngaras, escapó a Suiza y continuó sus interrumpidos estudios en Lausana; compaginó los estudios con actividades en la política de la diáspora polaca.
Regresó a la Polonia recién independizada en la primavera de 1919 para unirse al servicio diplomático polaco. Hasta la primavera de 1920, se desempeñó como delegado del plebiscito en el Cieszyn silesio, Spiš y Orava. Finalmente, la votación destinada a decidir la frontera entre Polonia y Checoslovaquia nunca se celebró; el trazado final se decidió en la Conferencia de Spa, en Bélgica. A partir de abril de 1920, Ładoś trabajó en la sede del Ministerio de los Asuntos Exteriores (MSZ) de Polonia en Varsovia y en poco tiempo ascendió a jefe del departamento de prensa.
En 1920-21 Ładoś fungió de secretario de la delegación polaca en las conversaciones de paz con la Rusia soviética en Minsk y Riga, en las que se acordaron las futuras fronteras orientales de la Segunda República Polaca. Después de la guerra Ładoś ocupó el cargo de jefe del Departamento de Europa Central en el MSZ y, el 9 de octubre de 1923, fue nombrado ministro plenipotenciario en Letonia. Enemigo político de Józef Piłsudski, Ładoś perdió su puesto después del golpe de Estado de mayo de 1926, pero pronto fue nombrado cónsul general de Polonia en Múnich. Poco después de que Józef Beck asumiese el cargo de viceministro de Asuntos Exteriores, Ładoś fue despedido y dado de baja del servicio.
Entre 1931 y 1939 trabajó como editor y columnista, escribiendo para varios periódicos de la oposición. Fue crítico acerbo de Józef Beck, que mientras tanto reemplazó a August Zaleski como ministro de Asuntos Exteriores. Ładoś creía que Polonia debía buscar el entendimiento a la Unión Soviética como posible aliado contra la Alemania nazi y abogó por una cooperación más estrecha con Checoslovaquia. Políticamente cercano al Frente Morges, se hizo amigo del general Władysław Sikorski, que más tarde sirvió como primer ministro del Gobierno polaco en el exilio y jefe de las Fuerzas Armadas polacas. Después de la invasión alemana de Polonia, Ładoś se dirigió a Rumanía. Participó en el Gobierno en el exilio en calidad de ministro sin cartera entre el 3 de octubre y el 7 de diciembre de 1939. Entre el 24 de mayo de 1940 y julio de 1945 fue enviado extraordinario y ministro plenipotenciario de Polonia en Suiza. Poco después de su nombramiento, esta quedó completamente rodeada por las Potencias del Eje y la Francia de Vichy. Debido a la presión alemana, Ładoś no pudo entregar sus cartas credenciales y disfrutó del estatus menor de encargado de negocios.

## Grupo de Berna y la operación de rescate del Holocausto
Durante su cargo de embajador de facto en Berna, Ładoś encabezó la operación secreta "Asuntos de pasaportes" destinada a proporcionar a los judíos de la Polonia ocupada los pasaportes latinoamericanos cooperando estrictamente con representantes de las organizaciones judías en Suiza. Los pasaportes en blanco fueron comprados entre diciembre de 1941 y otoño de 1943 al cónsul honorario de Paraguay, Rudolf Hüggli, y rellenados por los subordenados de Ładoś, el cónsul Konstanty Rokicki y, a veces, también por un diplomático judío-polaco, Juliusz Kühl.
El propio Ładoś intervino directamente con el consejero federal suizo Marcel Pilet-Golaz para hacer la vista gorda ante el procedimiento ilegal.,  Otras personas incluidas en el clandestino Grupo de Berna fueron el consejero adjunto Stefan Ryniewicz y los judíos Chaim Eiss y Abraham Silberschein, miembros de organizaciones judías cuya principal tarea era contrabandear listas de beneficiarios y copias de pasaportes obtenidos ilegalmente entre Berna y Polonia ocupada por Alemania. Los portadores de tales pasaportes no fueron enviados a los campos alemanes de exterminio sino que fueron internados en campos de detención en Vittel, Francia o Bergen-Belsen, Alemania. Según Zbigniew Parafianowicz y Michał Potocki, al menos 400 de ellos sobrevivieron a la guerra.  Ładoś también instó con éxito en enero de 1944 al gobierno polaco en el exilio para ayudar a obtener el reconocimiento oficial de los pasaportes de Paraguay  - el hecho que finalmente sucedió en febrero de 1944. La legación polaca bajo Ładoś también permitió a los Sternbuch, familia judía con sede en Montreux utilizar redes polacas y enviar notas a los miembros de la diáspora judía de Nueva York para informarles sobre el Holocausto en curso.

## Últimos años y fallecimiento
En julio de 1945 Ładoś apoyó oficialmente al gobierno de coalición en Polonia y renunció como enviado. En lugar de regresar a Polonia, decidió quedarse en Suiza, donde actuó como enviado especial del partido de oposición legal PSL y su líder Stanisław Mikołajczyk. En otoño de 1946 se mudó a Clamart, cerca de París. Regresó a Polonia en julio de 1960 y ya estaba gravemente enfermo. Ładoś murió en Varsovia el 29 de diciembre de 1963 y fue enterrado en el Cementerio de Powązki.
Dejó tres tomos de memorias sin terminar e inéditas.